# Kothsasse
Als Kothsassen wurden in Preußen die Bauern bezeichnet, die Handdienste leisten mussten.
Beispielsweise in der Grafschaft Wernigerode hatten die Kothsassen aus dem Dorf Wasserleben bis vor 1818 auf der isoliert gelegenen Domäne Schmatzfeld bestimmte Ackerflächen für die Aussaat vorzubereiten und hier später die Erntearbeiten zu verrichten. Wiesen mussten gepflegt und Weidenbäume abgeerntet werden. Zudem stellten sie Männer für die Nachtwachen auf der Domäne und für Botendienste.
Als Belohnung für ihre Dienste erhielten sie den zehnten Schnitt und, speziell für die Botendienste, Geldzahlungen. Einmal im Jahr wurde ihnen zudem ein größerer Imbiss gereicht.
Einige wenige Kothsassen leisteten nicht nur Hand- sondern auch Spanndienste.
Neben oder statt der Landwirtschaft übten viele Kothsassen ein Handwerk oder ein Gewerbe aus. Andere waren auf den zusätzlichen Erwerb als Tagelöhner angewiesen.
Die Handdienste standen dem Gerichtsherren zu.
Um 1800 bewirtschaftete ein Kothsasse in Wasserleben durchschnittlich etwa 2,5 ha Acker. Wie Vollspänner, Halbspänner und Kärrner hatte er vollen Anteil an der Allmende.
Im Laufe des 19. Jahrhunderts setzte sich für den Kothsassen allmählich die preußische Bezeichnung Kossat durch.